# フードコートで、また明日。
『フードコートで、また明日。』（フードコートでまたあした）は、成家慎一郎による日本の漫画作品。
初出は2019年10月24日にTwitter（現・X）で公開。2020年3月10日にKADOKAWAのWebコミック配信サイト「コミックNewtype」で連載開始。
単行本は2025年5月時点で2巻が発行されている。
メディアミックスとして、テレビアニメが2025年7月から8月まで放送された。公式ハッシュタグは『#フドあす』。
宮城県名取市が物語の舞台。

## あらすじ
黒髪・清楚なお嬢様っぽくていつも浮いてる和田。金髪・黒ギャル風でやたら圧がある山本。二人の共通点は"ぼっち"。話しかけにくく映るために、周りからは少し距離を置かれてしまうこと。
二人は幼なじみと言えるほど昔からお互いを知っていたがほとんど話したことはなかった。しかし、中学三年生の時、友だちとケンカして落ち込んでいた和田に山本が話しかけてから話すようになった。二人は、違う高校に進学した後も放課後に駅近のショッピングモールのフードコートで会うことを約束する。
お互いに苗字で呼び合う二人はフードコートで他愛もない会話をしながらも、本音を語ったりぶつかりあったりして友情を深めていく。山本の家庭環境を知り、和田は大切な友達のために悩むことも。

## 登場人物
和田
声 - 宮崎ヒヨリ
見た目はおとなしめ。少し陰キャ。ソーシャルゲームに課金している。話を振るのはいつも和田。
山本
声 - 青山吉能
金髪に浅黒い肌、巨乳、盛り髪。ギャルっぽい見た目のため話しかけづらい。冷静で頭がよく家族思い。両親が３年前に離婚し、母親・弟と暮らしている。子供二人のために働いている母親を支え、家事を担当しながら弟の面倒もみている。
山本の弟
11歳。和田と山本は「クソガキ」と呼んでいる。父親（離婚して今は若い美人と再婚している）のところへ時々遊びに行っており、"お父さんちの子だったら・・・"などと言って山本を悩ませている。
エイベル公爵
声 - 福山潤
ソーシャルゲームのキャラクター。和田の最推し。
斉藤
声 - 早見沙織
和田の同級生。登校すると時間をかけてメイクをするが、和田によると"ゴリラ顔"。「霊長類」というペンネームで、エイベル公爵を題材にした同人Web小説を書いている。山本とのちょっとしたすれ違いに悩む和田に、いろいろとアドバイスをする。初登場時からしばらくの間は[[ふきだし]]で顔が見えなかったが、Season1の第15話から「メイクが上手になりゴリラ感が消えた（和田）」として顔を見せている。
滝沢
声 - 松岡禎丞
和田の小学生時代の同級生男子。クラスの女子全員のスカートめくりを記録したが、好きだった和田だけは仕掛けなかった。ある日、フードコートで和田と再会する。
ランディ
山本が和田に教えたロン毛のユーチューバー。和田はすぐにハマり、初めて投げ銭をする。
山田
声 - 日高里菜
山本が間違えて話しかけてしまうほど和田に似た雰囲気の女子高校生。二人がつけたあだ名は"ジェネリック"。彼氏が自分のことを気に入った理由が「昔、好きだった人に似てるから」ということを知り、山本に相談を持ち掛ける。

## 書誌情報
1. フードコートで、また明日。 - 発売日：2021年3月10日 ISBN 4041098920 ASIN B08X41QM7X
2. フードコートで、また明日。Season 2 - 発売日：2025年3月31日 ISBN 4041148030 ASIN B0F1F38B3P

## テレビアニメ
2025年7月から8月までAT-Xほかにて全6話の構成で放送された。第6話放送終了後、引き続き第1話からのアンコール放送が行われることが発表された。したがって、放送枠としては一般的なテレビアニメと同様1クール、12回分を占めることとなった。アンコール放送版では、エンディング冒頭の掛け合いの内容が変化する。

### スタッフ
- 原作 - 成家慎一郎[6]
- 監督 - 古賀一臣[6]
- シリーズ構成・脚本 - 花田十輝[6]
- キャラクターデザイン・総作画監督 - 坂井久太[6]
- サブキャラクターデザイン - 有我洋美
- プロップデザイン - コレサワシゲユキ、灯夢
- 2Dデザイン - 灯夢
- 美術監督 - 三宅昌和
- 美術設定・セットモデリング - 小高みちる
- 色彩設計 - 坂本いづみ
- 撮影監督 - 東郷香澄
- 編集 - 須藤瞳
- 音響監督 - 明田川仁[6]
- 音響効果 - 古谷友二
- 音響制作 - マジックカプセル[6]
- 音楽 - うたたね歌菜[6]
- 音楽制作 - KADOKAWA[6]
- 音楽プロデューサー - 茶畑満里奈
- プロデューサー - 伊藤沙保、三浦史、西前朱加、河野眞子、大東歩、常本大貴
- アニメーションプロデューサー - 吉川綱樹
- アニメーション制作 - Atelier Pontdarc[6]
- 製作 - フードコートで、また明日。製作委員会

### 主題歌
「未完成に瞬いて」
おいしくるメロンパンによるオープニングテーマ。作詞・作曲はナカシマ、編曲はおいしくるメロンパン。
「となりあわせ」
和田と山本（宮崎ヒヨリ・青山吉能）によるエンディングテーマ。作詞・作曲・編曲は三好啓太。

### 各話リスト
| 話数 | サブタイトル                                                | 絵コンテ          | 演出     | 作画監督                                                                    | 初放送日      |
| ---- | ----------------------------------------------------------- | ----------------- | -------- | --------------------------------------------------------------------------- | ------------- |
| #01  | WADA1234ナスカ地上絵 宇宙人psibolaChange before you have to | 古賀一臣 坂井久太 | 古賀一臣 | 坂井久太                                                                    | 2025年 7月7日 |
| #02  | 確率機シングル二倍夢芝居ぼくのワンだーらいふ                | 川村賢一          | 川村賢一 | 坂井久太 Sim Jin-jin Jeon Da-hyun leesol NA Yae-bin Sao Soo-min Kang Min-ji | 7月14日       |
| #03  | 乳力ナオキン姉妹十月二十一日                                | 中川聡            | 中川聡   | 加野晃 Sim Jin-jin トキ 坂井久太 Kim Ran-yeon Park Song-hwa                 | 7月21日       |
| #04  | キャラメルリボン別方向だけど臭くはない一般的和田            | 川村賢一          | 今泉竜太 | 村田幸也                                                                    | 7月28日       |
| #05  | SSRウザい荒浜海水浴場                                       | 中川聡            | 今泉竜太 | 寺尾憲治 Sim Jin-jin Kang Min-ji 坂井久太 Han Eun-jin                       | 8月4日        |
| #06  | ランディゴリラテープ厄介フードコートで、また明日。          | 川村賢一          | 川村賢一 | 高橋はつみ 村田幸也 Kang Min-ji Cho Ah-yeon Sim Jin-jin 今泉竜太 坂井久太   | 8月11日       |

### 放送局
| 放送期間                | 放送時間                     | 放送局     | 対象地域 | 備考                                            |
| ----------------------- | ---------------------------- | ---------- | -------- | ----------------------------------------------- |
| 2025年7月7日 - 8月11日  | 月曜 21:30 - 22:00           | AT-X       | 日本全域 | 製作参加 / CS放送 / リピート放送あり            |
|                         | 月曜 22:30 - 23:00           | TOKYO MX   | 東京都   | 製作参加                                        |
|                         | 月曜 23:00 - 23:30           | BS日テレ   | 日本全域 | 製作参加 / BS/BS4K放送 / 『アニメにむちゅ〜』枠 |
| 2025年7月8日 - 8月12日  | 火曜 0:00 - 0:30（月曜深夜） | KBS京都    | 京都府   |                                                 |
|                         |                              | サンテレビ | 兵庫県   | 製作参加                                        |
|                         | 火曜 1:30 - 2:00（月曜深夜） | テレビ愛知 | 愛知県   |                                                 |
| 2025年7月10日 - 8月14日 | 木曜 1:40 - 2:10（水曜深夜） | 東北放送   | 宮城県   | 作品の舞台地元局                                |

| 配信開始日    | 配信時間                | 配信サイト | 備考                     |
| ------------- | ----------------------- | --- | ------------------------ |
| 2025年7月7日  | 月曜 22:30 - 23:00      | ABEMA | 地上波同時・単独最速配信 |
| 2025年7月12日 | 土曜 22:30 以降順次更新 | dアニメストア ニコニコ生放送 ニコニコチャンネル U-NEXT アニメ放題 Lemino バンダイチャンネル Hulu DMM TV TELASA J:COM STREAM milplus 見放題パックプライム Prime Video FOD AnimeFesta | 見放題配信               |
|               |                         | Rakuten TV HAPPPY!動画 ムービーフル | 都度課金配信             |

### BD
| 巻  | 発売日             | 収録話        | 規格品番   |
| --- | ------------------ | ------------- | ---------- |
| BOX | 2025年10月29日予定 | 第1話 - 第6話 | ZMAZ-18551 |

### 先行上映イベント
2025年6月13日、アニメイト池袋本店にて先行上映イベントが開催、トークショーに和田役の宮崎ヒヨリと山本役の青山吉能が出演し、放送・配信情報及びイオンモール名取，ディッパーダン，東北楽天ゴールデンイーグルスとのコラボ情報が発表された。